# 2031型ソナー
2031型ソナー（英語: Type 2031 sonar）は、イギリス海軍の水上艦用曳航ソナー。

## 概要
アメリカ海軍では戦略レベルのSURTASSと戦術レベルのTACTASSをわけて配備していたのに対し、イギリス海軍では、本機を双方の任務に充当した。このためアレイもTACTASSの倍の長さで、89ミリ径×500メートル長以上とされた。低周波に対応し、信号処理能力を強化したこともあり、ノルウェー海の水測環境であれば最低でも第3CZという超長距離の探知能力を実現した。
1971-72年度で、GECアビオニクス社が研究開発契約を受注し、開発が開始された。1980年にはプロトタイプがリアンダー級フリゲート「クレオパトラ」に艤装され、1982年にはリアンダー級4隻に搭載された。そして1983年には、音響信号処理装置にカーティス社製コンピュータを採用した2031Z型によって更新された。このコンピュータは、従来機と比して、重量にして60パーセント、電力消費にして80パーセントの低減を実現した。

## 搭載艦
イギリス海軍
- リアンダー級フリゲートバッチ2/3改修艦
- 22型フリゲート
- 23型フリゲート